# Condado de Keya Paha
El condado de Keya Paha (en inglés: Keya Paha County) es un condado del estado estadounidense de Nebraska, fue fundado en 1884 y recibió su nombre de la palabra lakota Keya Paha al estar atravesado por el río que llevaba ese mismo nombre. En el año 2000 tenía una población de 983 habitantes con una densidad de población de 0,49 personas por km². La sede del condado es Springview.

## Geografía
Según la oficina del censo el condado tiene una superficie total de 2005 km² (774,1 mi²), de los que 2002 km² (772,97297297297 mi²) son tierra y 3 km² (1,2 mi²) (0,13%) son agua.

### Condados adyacentes
- Condado de Tripp - norte
- Condado de Gregory - noreste
- Condado de Boyd - este
- Condado de Holt - sureste
- Condado de Rock - sur
- Condado de Brown - sur
- Condado de Cherry - oeste
- Condado de Todd - noroeste

## Espacios protegidos
El principal es la parte correspondiente al cauce del río Niobrara que está incluida en el parque natural estatal del Niobrara National Scenic River. 

## Demografía
Según el 2000 la renta per cápita media de los habitantes del condado era de 24.911 dólares y el ingreso medio de una familia era de 28.287 dólares. En el año 2000 los hombres tenían unos ingresos anuales 18.750 dólares frente a los 19.107 dólares que percibían las mujeres. El ingreso por habitante era de 11.860 dólares y alrededor de un 26,90% de la población estaba bajo el umbral de pobreza nacional.

## Ciudades y pueblos
Las principales ciudades son:
- Burton
- Mills
- Springview